# Kyrkomötesval i Evangelisk-lutherska kyrkan i Finland

Finlands evangelisk-lutherska kyrkans vapen.

Kyrkomötesval i Evangelisk-lutherska kyrkan i Finland är ett finländskt val där Kyrkomötesombuden utses. Prästmedlemmar och lekmannamedlemmar till stiftsfullmäktige samt prästledamöter och lekmannaledamöter till kyrkomötet väljs stiftsvis genom proportionella och hemliga val enligt bestämmelser i kyrkolagen (652/2023) och kyrkoordningen (657/2023).
Prästombuden och lekmannaombuden väljs var för sig i stiften. Samtidigt väljs även medlemmarna i stiftsfullmäktige. Till kyrkomötet väljs 96 ombud varav 32 är präster och 64 lekmän. Antalet präst- och lekmannaombud som utses i stiften fördelas mellan stiften i förhållande till deras folkmängd. Till stiftsfullmäktige väljs 14 lekmannamedlemmar och sju prästmedlemmar.
Representanter till kyrkomötet och stiftsfullmäktige väljs för fyraårsperioden. Nästa val ordnas i 2028.

## Rösträtt
Rösträtt i valet av prästmedlemmar i stiftsfullmäktige och prästombud i kyrkomötet har stiftets präster. En präst som för viss tid avstängts från prästämbetet har inte den rösträtt som grundar sig på prästämbetet.
Rösträtt vid val av lekmannaombud och lekmannamedlemmar har lekmannamedlemmar i kyrkofullmäktige, församlingsråd och gemensamma kyrkofullmäktige. Om samma person är medlem av både församlingsrådet och gemensamma kyrkofullmäktige är det hens ersättare i församlingsrådet som utnyttjar rösträtten.
En präst kan bara rösta i val av prästmedlemmar och prästombud. Om en präst är medlem i kyrkofullmäktige, gemensamma kyrkofullmäktige eller församlingsrådet ska hen ersättas av en lekmannasuppleant.
Varje röstberättigad får i båda valen rösta på en kandidat på kandidatlistan.